# Bangala (folk)
Bangala (även ngala, mangala, lingala, kigala) är ett samlingsbegrepp för flera folkgrupper i Kongo-Kinshasa. De talar bangalaspråket vilket är ursprunget för lingala (även kallat ngala). Bangala var ursprungligen en europeisk samlingsbeteckning på flera folk längs övre Kongofloden i nuvarande Mongala med omgivningar som går att spåra till Henry Morton Stanley. Några av de folkgrupper som termen refererar till är bobangi, ngombe, poto, doko, mondunga, mangbetu, zande, lese, gbenza, bozoki, ngbandi, lendu, lugbara, ngbaka, mbanza, monzomba, mwe, bundja och libinza. I takt med amerikanska och europeiska missionärers närvaro under 1800- och 1900-talen, och utbildning, urbanisering - särskilt inflyttningen till Kinshasa - samt den politiska utvecklingen har bangala så småningom ändå blivit en stark identitet.
Bangalafolkens kultur kännetecknades av massiva smycken kring armar, ben och hals, ärrtatuering, omskärelse och tandfilning, bestående av en V-formig tillspetsning av framtänderna.